# Земні дівчата легкодоступні
«Земні дівчата легкодоступні» (англ. Earth Girls Are Easy) — американський науково-фантастичний музично-романтичний комедійний фільм 1988 року, продюсерами якої виступили Тоні Гарнетт, Дункан Гендерсон і Терренс Е. Макнеллі, а режисером — Джулієн Темпл. У фільмі зіграли Джина Девіс, Джефф Голдблюм, Деймон Веянс, Джим Керрі та Джулі Бравн. В основу сюжету покладено пісню «Earth Girls Are Easy» з міні-альбому Джулі Бравн «Goddess in Progress» 1984 року.

## Сюжет
У долині Сан-Фернандо Валері Ґейл (Джина Девіс) працює майстром в манікюрному салоні Curl Up & Dye. Незадоволена відсутністю сексуального інтересу з боку свого нареченого, доктора Теда Ґаллагера (Чарльз Рокет), вона робить макіяж у своєї подруги та менеджерки салону Кенді Пінк (Джулі Бравн). Того вечора Валері вирішує спокусити Теда, але замість цього він приходить додому з медсестрою. Розбита і розлючена, Валері виганяє його і знищує його речі.
Тим часом троє різнокольорових пухнастих прибульців — Мак (Джефф Голдблюм), Зібо (Деймон Веянс) і Віплок (Джим Керрі) — подорожують у космічному кораблі з планети Джазалла. Вони вже давно не мали жіночого товариства, і ось їм показують трансляцію з людськими жінками. Ці «безволосі», витончені створіння викликають у них збудження. Бійка між Зібо та Віплоком призводить до того, що космічний корабель стрімко пікірує на Землю, і вони падають прямо у басейн Валері, коли та засмагає поруч. Спочатку Валері лякається космітів, але згодом запрошує прибульців до себе додому. Вона кличе свого друга-безхатька Вуді (Майкл Маккін), який займається серфінгом, щоб той приїхав і осушив басейн, аби прибульці могли полагодити свій корабель. Незважаючи на мовний бар'єр, прибульці виявляються вправними учнями і швидко всмоктують американську поп-культуру та мову, дивлячись телевізор.
Тед намагається додзвонитися до Валері і залишає їй повідомлення, що повернеться додому пізно ввечері. Побоюючись реакції Теда, Валері бере Мака, Зібо і Віплока до салону. Налякана нежданими гостями Кенді погоджується допомогти прибульцям злитися з навколишнім середовищем. Після того, як збривають їхнє хутро, прибульці виявляються привабливими і дуже схожими на людей. Група вирішує піти на вечірку до місцевого нічного клубу, де зовнішність прибульців, їхня спортивна статура та неймовірно довгі язики привертають увагу кожної жінки в закладі. Валері та Мак починають закохуватися одне в одного.
Тед повертається додому і, виявивши відсутність Валері, викликає поліцію. Незабаром вона прибуває з прибульцями, стверджуючи, що виграла конкурс на MTV, щоб провести вихідні з рок-гуртом. Тед гнівно вимагає, щоб прибульці пішли геть, але коли приїжджають двоє поліцейських, Валері розповідає їм, що Тед нападає на її гостей. Коли поліцейські забирають Теда, він скасовує весілля. Засмучена, Валері замикається у своїй спальні, а Мак заходить, щоб втішити її. Вони виявляють, що анатомічно сумісні, і займаються сексом.
Наступного дня басейн повністю осушено, і Зібо та Віплок працюють над відновленням корабля, коли до них заходить Вуді і пропонує відвезти їх на пляж. Вони погоджуються, і після того, як випадково зупиняють магазин, Зібо і Віплок їдуть по автостраді заднім ходом, а поліція їх переслідує. Мак дізнається, що його товариші у біді, і вирушає на допомогу, але його заарештовують разом із Вуді через помилкову ідентифікацію. Валері розбиває поліцейську машину, щоб її теж заарештували, і вона змогла поїхати з Маком.
Поліцейська погоня закінчується аварією, а Зібо і Віплок потрапляють до відділення швидкої допомоги. Там їх обстежує Тед, який виявляє, що в них два серця. Поки він думає про те, як здобути славу і багатство завдяки своєму відкриттю, Валері і Мак вислизають від поліції і проникають у відділення невідкладної допомоги під виглядом лікаря і медсестри; їм вдається переконати Теда, що в нього галюцинації. Потім вони тікають до будинку Валері, де триває робота над космічним кораблем. Тим часом Валері і Тед миряться і планують негайно втекти до Лас-Вегаса.
Мак з розбитим серцем готує корабель до зльоту. Валері йде попрощатися зі своїми друзями-іншопланетянами, а слідом за нею прилітає Тед, який знаходить корабель. Намагаючись утримати його від дзвінка владі, Валері усвідомлює, що Мак — той, кого вона справді кохає. Вона піднімається на борт космічного корабля, і вони злітають.

## Акторський склад
| Актор          | Роль                |
| -------------- | ------------------- |
| Джина Девіс    | Валері Ґейл         |
| Джефф Голдблюм | Мак синій           |
| Деймон Веянс   | Зібо жовтий         |
| Джим Керрі     | Віплок червоний     |
| Джулі Бравн    | Кенді Пінк          |
| Майкл Маккін   | Вуді                |
| Чарльз Рокет   | доктор Тед Ґаллагер |

| Актор          | Роль                       |
| -------------- | -------------------------- |
| Ларрі Лінвілл  | доктор Боб                 |
| Рік Овертон    | доктор Рік                 |
| Надра Волц     | Лана                       |
| Анджелін       | працівниця на заправці     |
| Стів Лундквіст | працівник в цеху           |
| Андреа Паркер  | танцюристка в салоні краси |
| Робіа Ламорте  | білявка                    |

## Виробництво

### Розробка
Після виходу в 1984 році EP Джулі Бравн «Goddess in Progress» студія Warner Bros. Pictures почала писати музичну комедію за мотивами пісні «Earth Girls Are Easy» з Бравн у головній ролі. Сценарій до фільму написали Бравн, Терренс Макнеллі та Чарлі Коффі. Спочатку фільм планували запустити у виробництво в 1986 році, але студія втратила довіру до проекту, коли попередній фільм режисера Джуліана Темпла, «Абсолютні початківці» (1986), провалився у прокаті. Роль Валері Ґейл пропонували таким зіркам того часу, як Мадонна та Моллі Рінґвальд, але коли вони відмовилися, Warner Bros. відмовилася від проекту. Кілька інших студій висловили зацікавленість у продюсуванні фільму, але жодна з них не захотіла, щоб Темпл був режисером. Зрештою, французький банк Crédit Lyonnais погодився профінансувати фільм з Темплом на чолі (за умови, що з бюджету фільму, який оцінюється в 14 мільйонів доларів, буде вилучено 4 мільйони доларів), а компанія De Laurentiis Entertainment Group погодилася виступити дистриб'ютором.

### Зйомки
Наприкінці 1987 року розпочалися основні зйомки. Темпл привніс у проект власні ідеї, зокрема, приправив фон сучасними на той час поп-піснями, а також запросивши медіа-персону Енджелін на коротеньке камео (режисер оголосив її «святою покровителькою Лос-Анджелеса»). Однак прискіпливе око Темпла до деталей спричинило затримки на знімальному майданчику, і, за словами продюсера Тоні Гарнетта, «перший монтаж, який ми мали, був проблемний». «Фільм пройшов понад п'ять місяців пост-продакшену, включаючи видалення численних сцен і виробничого номера «I Like 'em Big and Stupid» (інша версія пісні грає в сцені клубу; видалена послідовність з'являється на DVD-додатках), а пізніше почалися перезйомки (пісня «Cause I'm a Blonde» була введена у фільм наприкінці виробництва), до того часу De Laurentiis Entertainment Group оголосила про банкрутство. Фільм був знятий на 35 мм плівку, у співвідношенні кадру 2.35:1.
Готовий варіант фільму мав кілька дуже позитивних попередніх переглядів, що зацікавило потенційних дистриб'юторів Nelson Entertainment, New World, MGM/UA, Carolco Pictures, Lorimar Studios та 20th Century Fox, але зрештою права на дистрибуцію придбала компанія Vestron Pictures.

## Випуск
Фільм дебютував на Міжнародному кінофестивалі у Торонто у вересні 1988 року і мав вийти на екрани в лютому наступного року, але юридичні проблеми затримали його вихід на екрани аж до травня 1989 року.

## Стиль та вплив
У фільмі помітний вплив науково-фантастичних космічних фільмів 50-х років, зокрема «Земля проти літаючих тарілок» (1956), та робіт Джона Вотерса. Сцена, де Мак грає на фортепіано — явна данина поваги «Божевільному професору» (1963), в якій схожий перформанс виконував персонаж Джеррі Льюїса.
В свою чергу сам фільм слугував натхненням для кліпу на пісню «Pretty Girls» 2015 року американської співачки Брітні Спірс та австралійської реперки Іґґі Азалії.

## Саундтрек
Супровідний альбом саундтреків був випущений на вінілі, касеті та CD лейблом Sire Records 9 травня 1989 року. Більшість пісень на альбомі — інші мікси, ніж ті, що звучали у фільмі, кілька пісень з фільму взагалі було вилучено, а пісню Джини Девіс «The Ground You Walk On» було замінено на версію Джилл Джонс.
| #   | Назва                             | Автор                                                      | Виконавець               | Тривалість |
| --- | --------------------------------- | ---------------------------------------------------------- | ------------------------ | ---------- |
| 1.  | «Love Train»                      | Kenny Gamble Leon Huff                                     | Hall & Oates             | 3:45       |
| 2.  | «Baby Gonna Shake»                | Stephen Bray Linda Mallah                                  | Royalty                  | 4:24       |
| 3.  | «Hit Me»                          | Paul Robb                                                  | Information Society      | 5:08       |
| 4.  | «The Ground You Walk On»          | Billy Steinberg Tom Kelly                                  | Jill Jones               | 4:15       |
| 5.  | «Earth Girls Are Easy»            | Julie Brown Charles Coffey Terrence McNally Sterling Smith | The N                    | 3:43       |
| 6.  | «(Shake That) Cosmic Thing»       | Kate Pierson Cindy Wilson Fred Schneider Keith Strickland  | The B-52's               | 3:51       |
| 7.  | «Route 66» (The Nile Rodgers Mix) | Bobby Troup                                                | Depeche Mode             | 4:09       |
| 8.  | «Who Do You Love?»                | Ellas McDaniel                                             | The Jesus and Mary Chain | 4:04       |
| 9.  | «Throb»                           | Stewart Copeland                                           | Stewart Copeland         | 2:09       |
| 10. | «Brand New Girl»                  | Brown Coffey Dennis Poore                                  | Julie Brown              | 3:42       |
| 11. | «'Cause I'm a Blonde»             | Brown Coffey Poore                                         | Julie Brown              | 2:15       |

## Відгуки та критика
На сайті агрегатора рецензій Rotten Tomatoes фільм має рейтинг схвалення 68% на основі 38 рецензій із середньою оцінкою 5,6/10. Консенсус критиків на сайті звучить так: «Фільм “Земні дівчата легкодоступні” безладний, дурний і не особливо яскравий — якості, яких він досягає чесно і свідомо». На Metacritic середньозважена оцінка в 66 балів зі 100, спираючись на 16 рецензій, що свідчить про «загалом схвальні відгуки».
Роджер Еберт підсумував: «Фільм “Земні дівчата легкодоступні” — дурний, передбачуваний і постійний, як пір'їнка на вітрі, але я отримав задоволення від перегляду».

### Номінації
| Нагорода       | Рік  | Категорія                      | Реципієнт       | Результат |
| -------------- | ---- | ------------------------------ | --------------- | --------- |
| Фанташпорту    | 1990 | Найкращий фільм                | Джулієн Темпл   | Номінація |
| Золота малина  | 1990 | Найгірша акторка другого плану | Анджелін        | Номінація |
| Незалежний дух | 1990 | Найкращий оператор             | Олівер Степлтон | Номінація |